# 古川勝三
古川　勝三（ふるかわ かつみ、1944年 - ）は、日本の元教員。八田與一を紹介した伝記『台湾を愛した日本人』の著者である。

## 来歴
愛媛県宇和島市に生まれる。1967年に愛媛大学を卒業し、教員となる。
1980年に文部省の海外派遣教師として台湾高雄市の日本語学校に赴任し、3年間を過ごす。1991年に著書『台湾を愛した日本人』で土木学会著作賞を受賞した。2000年から松山市立高浜中学校校長を務め、2004年に退職した。

## 著書
- 『台湾を愛した日本人 八田與一の生涯』青葉出版、1989年
  - 改訂版は2009年に創風社出版より刊行
- 『教師のためのハイパーキューブ活用法』電波新聞社、1992年